# 1978年の中日ドラゴンズ
1978年の中日ドラゴンズ（1978ねんのちゅうにちドラゴンズ）では、1978年の中日ドラゴンズの動向をまとめる。
この年の中日ドラゴンズは、中利夫監督の1年目のシーズンである。

## 概要
1972年の引退後長らくコーチを務めた中利夫が監督に昇格。中監督は就任後チームの再編成に着手、さらに元太平洋監督の稲尾和久を投手コーチに招聘するなどシーズン前は大いに期待された。開幕直後の4月5日には高木守道が球団生え抜きとしては初となる2000本安打を達成するが、その2週間後の19日の広島戦で走者の衣笠祥雄と2塁塁上で交錯した際に左足大腿部の筋肉を断裂し1ヶ月離脱、その後復帰するも7月4日に右手人差し指を骨折しまたも離脱。また5月24日には大島康徳が死球で右手中指を骨折、5月31日には木俣達彦が顔面に死球を受け、井上弘昭も体調不良で離脱するなど故障者が続出、さらにその5月31日の試合を最後に谷沢健一が持病のアキレス腱痛が悪化して離脱。投手陣も星野仙一が5月下旬に右肩痛で、抑えの鈴木孝政が8月上旬に右肘痛で戦列を離れるなど投打で主力の離脱が相次いだチームは、それでも6月までは勝率5割以上を堅持していたが7月に借金生活に突入、8月に5位に転落すると、9月以降に2度の6連敗を喫し以後浮上することはなかった。投手陣は三沢淳や堂上照などがローテを守ったものの三沢の12勝が最高で、堂上は最多敗を記録し、松本幸行は防御率が5点台に低下した。打撃陣は前述のように主力選手の故障や体調不良が目立った中で、藤波行雄が高木の穴を埋め、ジーン・マーチンが谷沢や大島をカバーしたが、チーム打率は前年から低下し盗塁数もリーグ最下位。9月に3試合連続サヨナラ負け、10月4日には目の前で初優勝を決められるなど終盤はヤクルトの引き立て役となり、中監督の1年目は苦しいシーズンとなった。

## チーム成績

### レギュラーシーズン
| 1 | 中 | 藤波行雄 |
| 2 | 二 | 高木守道 |
| 3 | 右 | 谷沢健一 |
| 4 | 一 | マーチン |
| 5 | 三 | 大島康徳 |
| 6 | 左 | 井上弘昭 |
| 7 | 捕 | 木俣達彦 |
| 8 | 遊 | 正岡真二 |
| 9 | 投 | 星野仙一 |

| 順位 | 4月終了時 | 4月終了時 | 5月終了時 | 5月終了時 | 6月終了時 | 6月終了時 | 7月終了時 | 7月終了時 | 8月終了時 | 8月終了時 | 最終成績 | 最終成績 |
| ---- | --------- | --------- | --------- | --------- | --------- | --------- | --------- | --------- | --------- | --------- | -------- | -------- |
| 1位  | 巨人      | --        | 巨人      | --        | ヤクルト  | --        | 巨人      | --        | 巨人      | --        | ヤクルト | --       |
| 2位  | 大洋      | 0.0       | 大洋      | 0.5       | 巨人      | 2.5       | ヤクルト  | 2.0       | ヤクルト  | 1.5       | 巨人     | 3.0      |
| 3位  | 中日      | 3.0       | ヤクルト  | 1.5       | 大洋      | 3.0       | 大洋      | 5.5       | 大洋      | 3.5       | 広島     | 5.0      |
| 4位  | ヤクルト  | 3.5       | 中日      | 3.5       | 中日      | 5.5       | 中日      | 10.5      | 広島      | 5.5       | 大洋     | 7.5      |
| 5位  | 阪神      | 4.0       | 広島      | 9.0       | 広島      | 8.5       | 広島      | 11.0      | 中日      | 9.0       | 中日     | 20.0     |
| 6位  | 広島      | 4.5       | 阪神      | 12.5      | 阪神      | 19.5      | 阪神      | 22.0      | 阪神      | 25.5      | 阪神     | 30.5     |

| 順位 | 球団               | 勝 | 敗 | 分 | 勝率 | 差   |
| 1位  | ヤクルトスワローズ | 68 | 46 | 16 | .596 | 優勝 |
| 2位  | 読売ジャイアンツ   | 65 | 49 | 16 | .570 | 3.0  |
| 3位  | 広島東洋カープ     | 62 | 50 | 18 | .554 | 5.0  |
| 4位  | 横浜大洋ホエールズ | 64 | 57 | 9  | .529 | 7.5  |
| 5位  | 中日ドラゴンズ     | 53 | 71 | 6  | .427 | 20.0 |
| 6位  | 阪神タイガース     | 41 | 80 | 9  | .339 | 30.5 |

## オールスターゲーム1978
| コーチ     | 中利夫   |        |          |
| ファン投票 | 選出なし |        |          |
| 監督推薦   | 鈴木孝政 | 堂上照 | 木俣達彦 |

## 表彰選手
| リーグ・リーダー |
| ---------------- |
| 受賞者なし       |

| ベストナイン         |
| -------------------- |
| 選出なし             |
| ダイヤモンドグラブ賞 |
| 選出なし             |

## ドラフト
| 順位 | 選手名     | ポジション | 所属             | 結果 |
| ---- | ---------- | ---------- | ---------------- | ---- |
| 1位  | 高橋三千丈 | 投手       | 明治大学         | 入団 |
| 2位  | 栗岡英智   | 外野手     | 中京高           | 入団 |
| 3位  | 水谷啓昭   | 投手       | 新日本製鐵名古屋 | 入団 |
| 4位  | 平田恒雄   | 投手       | 三協精機         | 入団 |